# Шер Шах Сурі
Шер Шах Сурі (пушту: شیر شاہ سوری, Šīr Šāh Sūrī, 1486 — 22 травня 1545) або Шер Хан («король-лев») — афганський завойовник Делі. 

## Життєпис

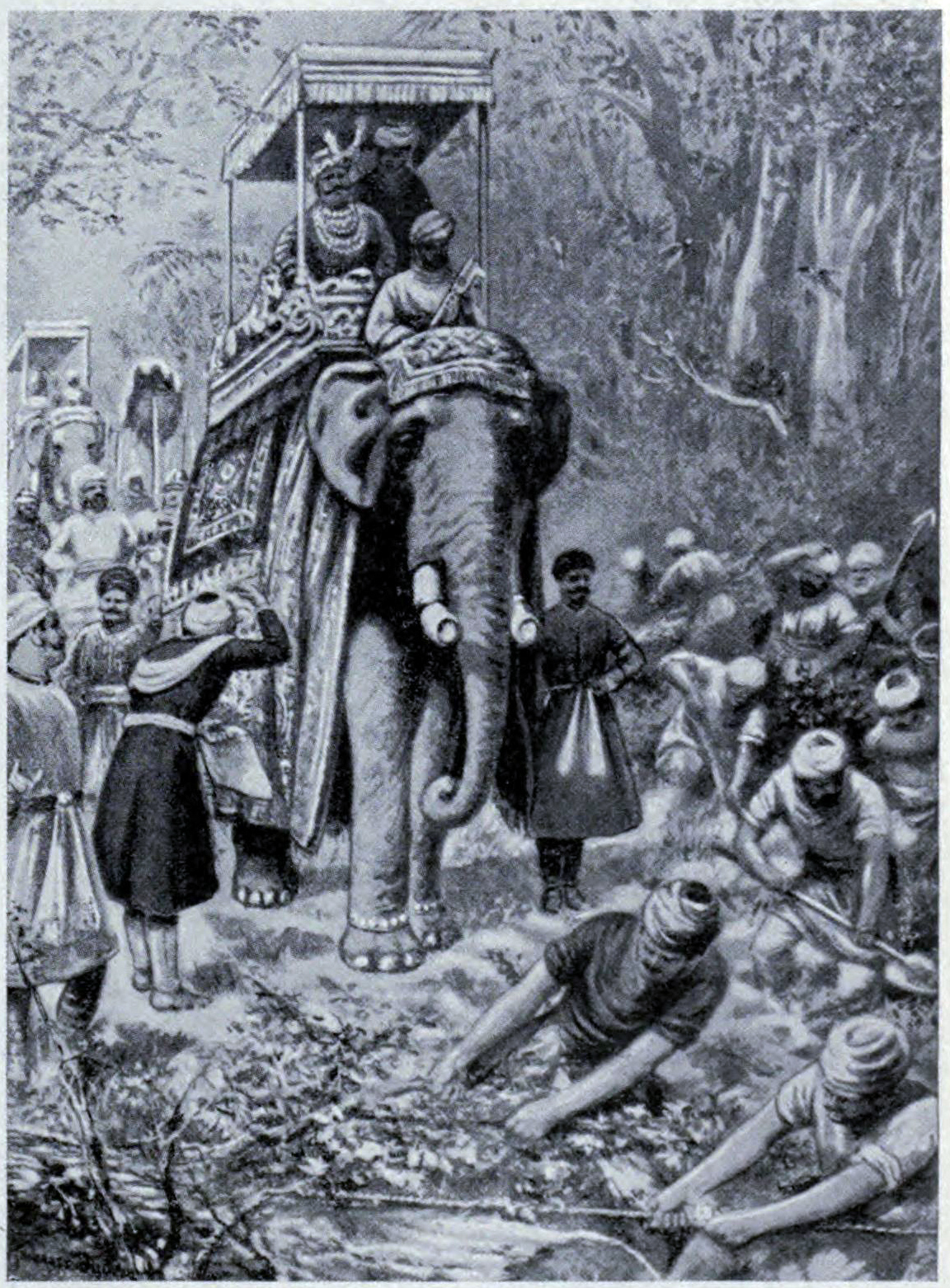
Перевірка шахом Північної дороги.

Він спочатку служив могольському імператору Бабуру та став губернатором Біхару. В 1537 році за відсутності нового імператора Хумаюна, він захопив Бенгал та проголосив незалежність від моголів, пізніше поставивши під свій контроль всю імперію, якою він правив з 1540 по 1545 рік. За цей час він реформував адміністрацію, фінансову систему, розвинув нові міста.
Після смерті його державу знову отримав  Хумаюн.